# Blasius Braun
Blasius Braun (* 2. Februar 1823 in Spaichingen; † 6. Juli 1883 in Balingen) war ein deutscher Orgelbauer, der überwiegend in Süddeutschland und der Schweiz tätig war.

## Leben
Blasius Braun und sein älterer Bruder Joseph Braun (1807–1877) waren die Söhne von Johann Michael Braun und die Neffen von Joseph Anton Braun, bei dem Blasius Braun als Lehrling gearbeitet haben soll. Nachdem er seit 1830 mit seinem Bruder zusammenarbeitete, verlegte er 1857 seine Werkstatt nach Balingen, Am Steinenbühl, während Joseph Braun die Werkstatt seines Onkels weiterführte und im ständigen Austausch mit Martin Braun stand.
Mehrfach zwischen 1875 und 1883 reparierte und stimmte er die Orgel der Pfarrkirche St. Verena in Risch, die 1901 durch die Firma Kuhn aus Männedorf ersetzt wurde. Der Erhalt oder Verbleib der von Braun instandgesetzten Orgel ist unbekannt.
Verheiratet war er mit der Tochter des Oberamtswundarztes Huzel.

## Werke
- 1858: Ein Erstlingswerk und Versuchsobjekt in der Lautlinger Kirche (nicht erhalten).[2]
- 1876: Pfarrkirche St. Jakobus und St. Barbara in Dietwil und deren Erhalt und Verbleib ab einem Neubau 1931 durch die Willisau AG ungeklärt ist.

### Reparaturen und Restaurierungen
- 1876: Pfarrkirche St. Georg und Zeno in Arth am See; der Verbleib und Bestand der Orgel, nach dem Verkauf 1896 an den Pfarrer Leopold Sidler aus Walterswil-Rothacker, und die Reparatur durch den Orgelbauer Klingler aus Rorschach ist bisher nicht geklärt.
- 1877: Erneuerte Renovation der Orgel der Pfarrkirche St. Peter und Paul in Oberägeri und endgültiger Abbau der Orgel 1905 und nicht bekannt, ob sie erhalten blieb. Seit 1977 steht hier eine Orgel von Mathis Orgelbau.[3]

## Umsetzungen
- 1880: Dominikanerinnen-Frauenkloster St. Peter am Bach (St. Dominikus und Petrus Martyr)[4]

## Angebote
1872: Einen Kostenvoranschlag für Reparaturen an der Orgel in der Pfarrkirche St. Martin in Baar wurde nicht angenommen.